# Dendrobium coelandria
Dendrobium coelandria är en orkideart som beskrevs av Friedrich Fritz Wilhelm Ludwig Kraenzlin. Dendrobium coelandria ingår i släktet Dendrobium, och familjen orkidéer. Inga underarter finns listade i Catalogue of Life.